# Jezioro Ełckie

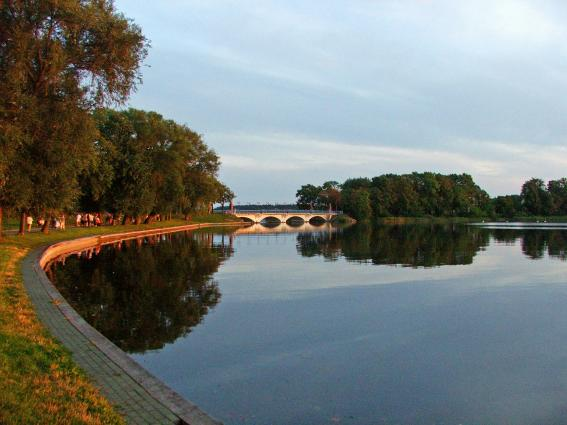
Most na Jeziorze Ełckim

Jezioro Ełckie (niem. Lycker See) – jezioro w woj. warmińsko-mazurskim, w pow. ełckim, w Ełku, należące do Pojezierza Ełckiego.

## Charakterystyka jeziora
Jezioro Ełckie jest jednym ze 120 największych i 8 najgłębszych jezior Polski.
Przewężenie rozdziela jezioro na dwie części: północną (Małe Ełckie) i południową (Duże Ełckie). Na wyspie, połączonej mostami i drogą, znajduje się zamek krzyżacki.
Jezioro jest otoczone zabudową miasta Ełk oraz wsi Chruściele i Barany, a także polami uprawnymi. Głównym źródłem zanieczyszczeń wody są miasto Ełk, pola uprawne oraz tereny rekreacyjne zlokalizowane wzdłuż wschodniego brzegu jeziora. Brzegi przeważnie niskie i bezleśne.
Przez jezioro przepływa rzeka Ełk, która wpada do jego środkowej części i wypływa z plosa południowo-zachodniego. Od zachodu wpada krótka struga z jeziora Sunowo, natomiast z południowej strony strumień z pobliskiego jeziora Szarek (127,33 ha).
Misa jeziora ma kształt bumerangu. Długość maksymalna jeziora wynosi 4 km, a szerokość 3,5 km, linia brzegowa jest silnie rozwinięta. Jezioro jest wyraźnie zróżnicowane morfometrycznie i dzieli się na trzy wyraźnie wykształcone plosa:
- ploso północne, oddzielone od reszty jeziora sztucznym półwyspem i mostem drogowym,
- ploso środkowe, oddzielone od północy wspomnianym półwyspem a od południa wyraźnym przewężeniem i wypłyceniem,
- ploso południowe.

Jezioro jest głębokie. Urozmaicone dno tworzy szereg głęboczaków i wypłyceń. Najgłębsze miejsce jeziora znajduje się w północnej części plosa środkowego. W plosie tym znajdują się także inne zagłębienia o znacznej głębokości. Stoki misy jeziornej w całym plosie są bardzo strome, co utrudnia prowadzenie odłowów, zarówno sprzętem ciągnionym jak i stawnym. Ploso północne jest płytsze. Posiada dwa głęboczaki o głębokości przekraczającej 23 m, stoki misy są tam łagodniej nachylone. Ploso południowe jest najpłytsze. Jego głębokość tylko nieco przekracza 10 m. Stoki misy jeziornej tego plosa są nachylone łagodnie. Dno tworzy szereg płycizn. Na trzech z nich utworzyły się wyspy trzcinowe. Otoczenie jeziora tworzą zabudowania miasta Ełk oraz wsi Chruściele i Barany, a także pola uprawne. Udział lasów i nieużytków jest niewielki. Zbiornik jest w stosunkowo niewielkim stopniu wykorzystywany do celów rekreacyjnych.
Jezioro Ełckie wymieniane było jeszcze w 1928 roku jako wyjątkowo czyste (oligotroficzne) o bardzo dobrych warunkach tlenowych w hipolimnionie, o czym świadczyło występowanie skorupiaka refiktowanego Pallasea quadrispinosa. W 1986 r. stwierdzono przekształcanie jeziora w typ eutroficzny, a w 1991 r. dalsze pogarszanie warunków tlenowych wykazujące na postępujący proces eutrofizacji. Wystąpiło niezwykłe przyśpieszenie eutrofizacji następujące w warunkach naturalnych w okresie tysięcy lat. Od kilku lat jest rekultywowane metodą napowietrzania.

## Dane morfometryczne
Powierzchnia zwierciadła wody według różnych źródeł wynosi od 382,4 ha przez 385,0 ha do 400,93 ha.
Zwierciadło wody położone jest na wysokości 119,9 m n.p.m. lub 120,4 m n.p.m. Średnia głębokość jeziora wynosi 15,0 m, natomiast głębokość maksymalna 55,8 m lub 56 m.
W oparciu o badania przeprowadzone w 2002 roku wody jeziora zaliczono do II klasy czystości.

## Rekultywacja jeziora Ełckiego
Jezioro Ełckie znajduje się w stadium postępującej degradacji, spowodowanej nadmiernym dopływem zanieczyszczeń ze zlewni. Jezioro odbiera zanieczyszczenia z nieskanalizowanych osiedli (miasto Ełk), ścieki deszczowe i ścieki z hodowli pstrągów oraz zanieczyszczenia obszarowe z pól.
Od lipca 1999 roku północna część Jeziora Ełckiego, z uwagi na silne deficyty tlenowe latem i występowanie siarkowodoru, poddawana jest zabiegom rekultywacyjnym. Wody jeziora są napowietrzane za pomocą dwóch urządzeń o nazwie STRATIFLOX 1000 o długości 20 m, przy jednoczesnym dozowaniu do wody substancji chemicznej (soli żelaza) PIX, która powoduje dezaktywację związków fosforu zawartych w wodzie.
Na zlecenie Urzędu Miasta Ełk nadzór merytoryczny nad rekultywacją sprawuje, Stacja Hydrobiologiczna Polskiej Akademii Nauk w Mikołajkach. Konsekwencją zabiegów rekultywacji będzie: usunięcie siarkowodoru z naddenych wód plosa, wytworzenie utlenionej warstwy na powierzchni osadów dennych, co wyeliminuje wydzielanie fosforu z dna, ograniczenie biomasy glonów w strefie powierzchniowej, wzrost przejrzystości wody, rozwój fauny dennej w związku z natlenieniem wód naddennych, rozwój roślinności oraz pojawienie się ryb.
W 2003 roku wyniki analizy czynników fizyko-chemicznych siedliska pelagialu Jeziora Ełckiego dowiodły o pozytywnych zmianach, jakie zaszły w napowietrzanych silosach. Nastąpił wzrost tlenu w wodach i warstwach przydennych, które spowodowało znaczne obniżenie ilości siarkowodoru w warstwie naddennej.

## Galeria

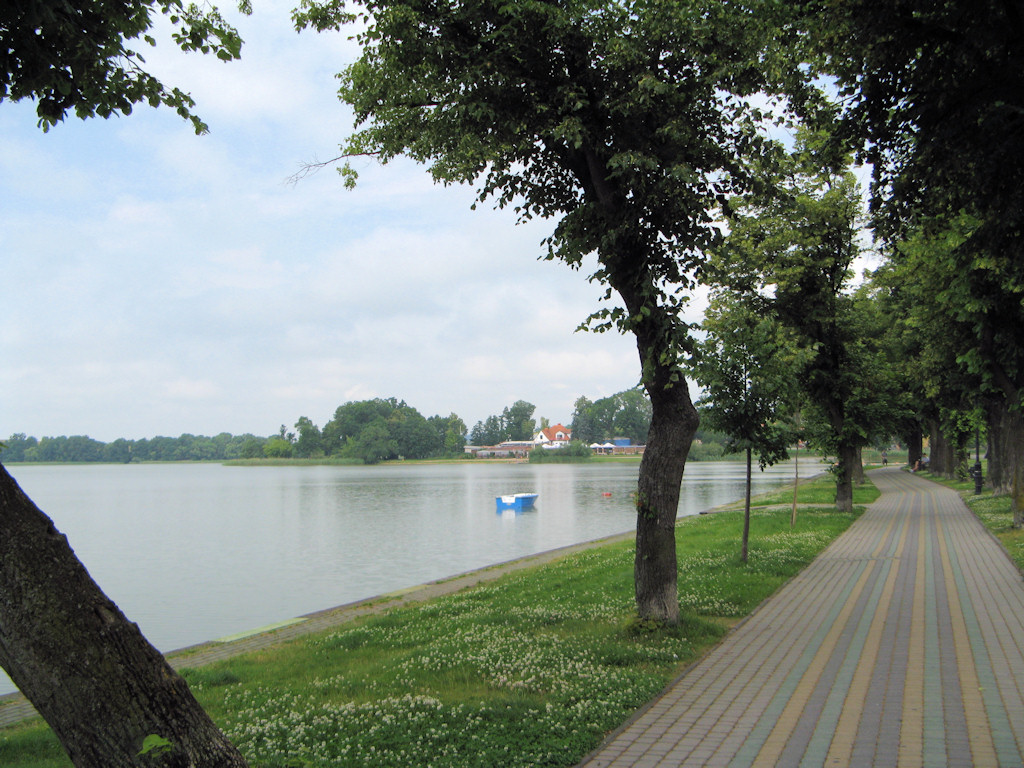
Promenada
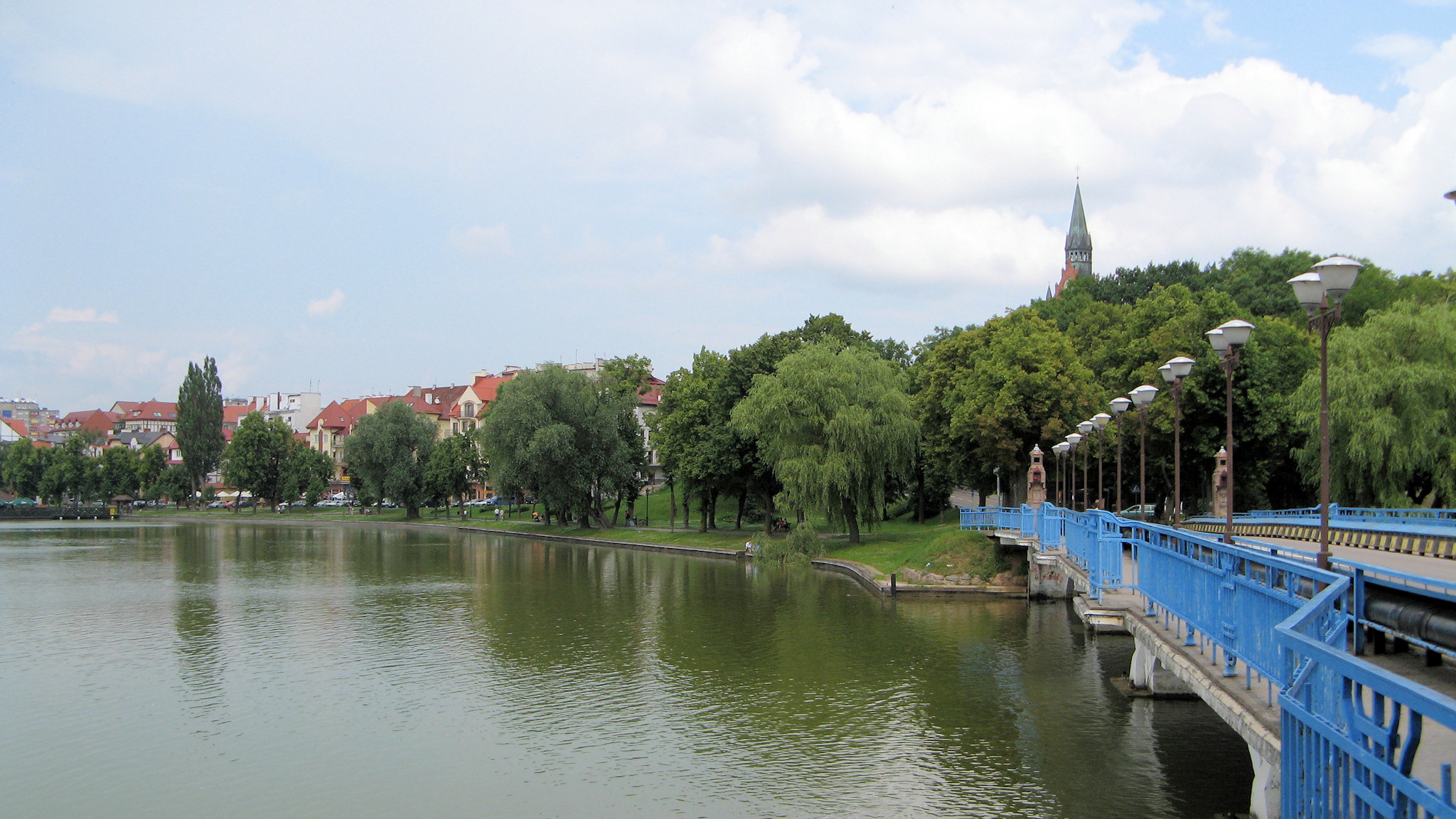
Panorama Ełku z mostu
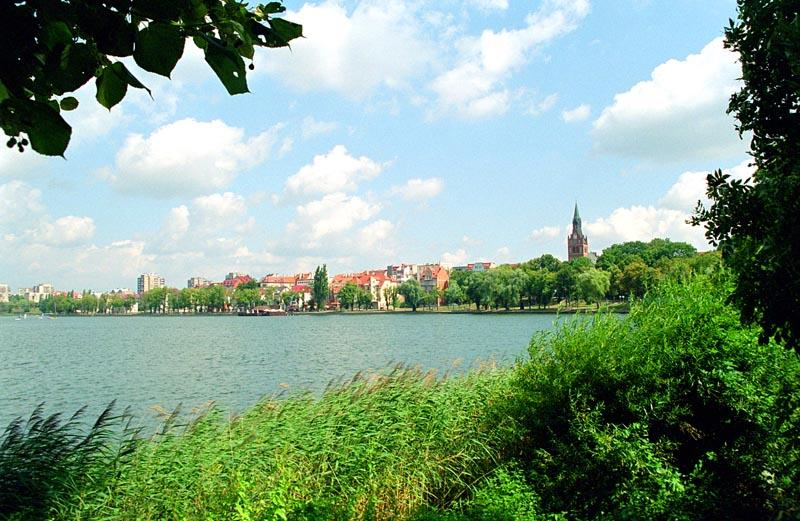
Jezioro oraz miasto z zachodniego brzegu
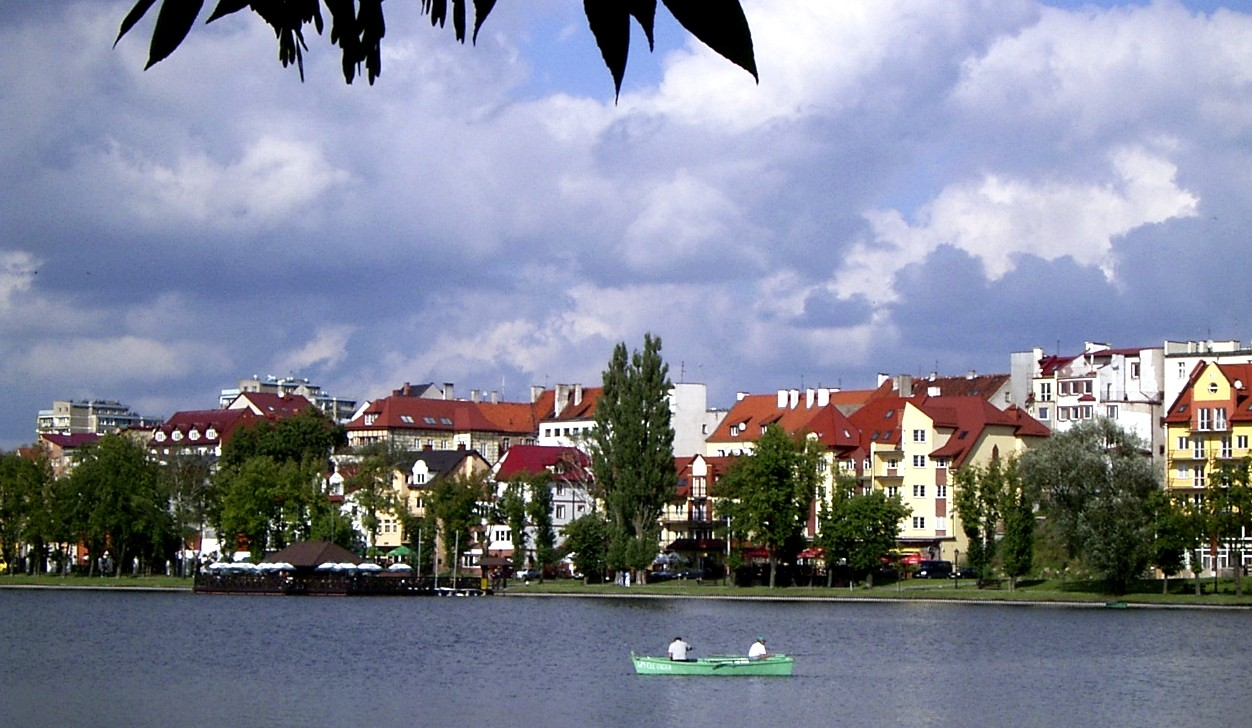
Widok na wschodnie wybrzeże
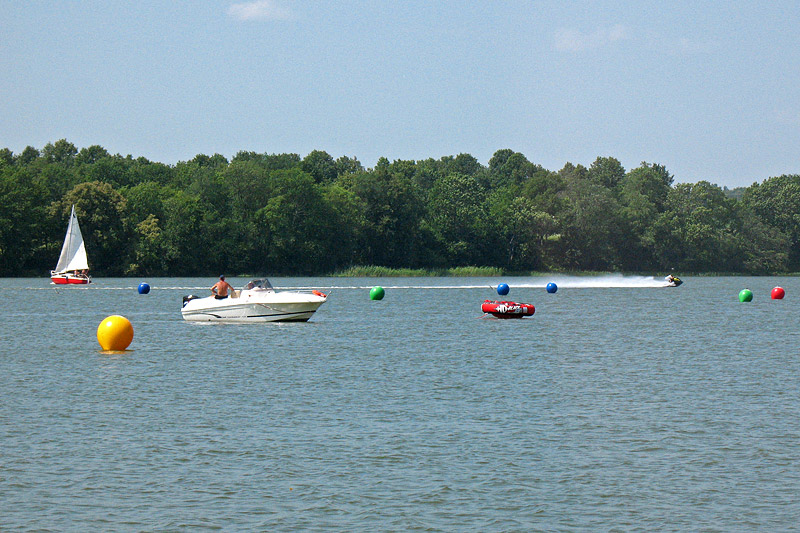
Atrakcje wodne na jeziorze
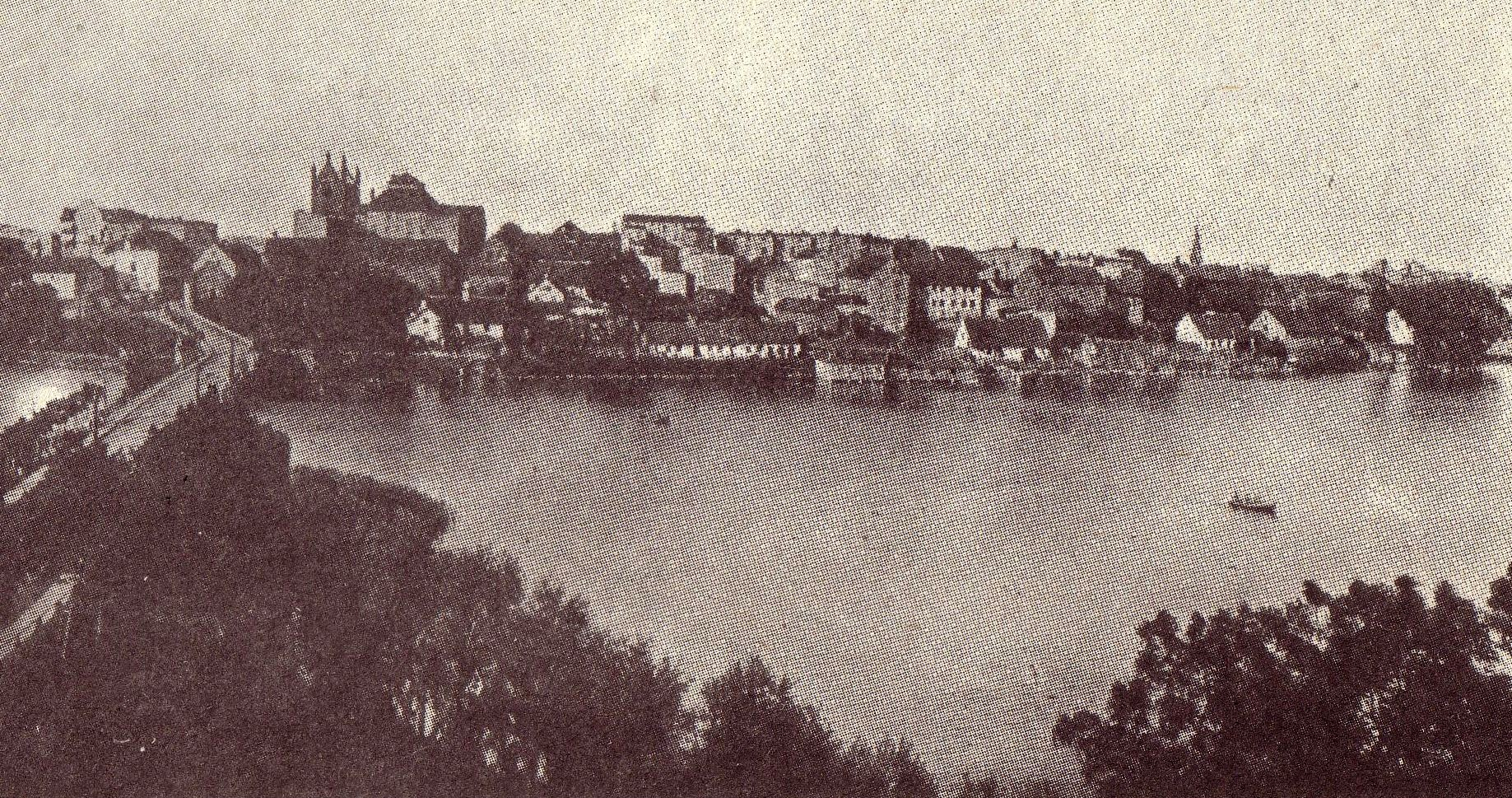
Jezioro około 1900 roku